# Sonia Eijken
Sonia Khurshid Eijken (Delft, 31 december 1999) is een Nederlands actrice. Zij is onder andere bekend van haar rol als Safa in de televisieserie Brugklas (2014-2018).

## Carrière
Eijken maakte in oktober 2014 haar acteerdebuut als Safa in de AVROTROS-jeugdserie Brugklas, ze vertolkte deze rol tot en met januari 2018. Tussentijds speelde ze tevens deze rol in de bioscoopfilm Brugklas: de tijd van m'n leven, daarnaast was ze ook te zien als Soraya in het eerste seizoen van de kinderserie Zenith.
Eijken speelde in 2019 de rol van Samah in de serie De slet van 6vwo en de titelrol Juliyat in Remy en Juliyat. In de jaren die volgde speelde ze mee in verschillende series, waaronder Mocro Maffia, Hockeyvaders en PATTY.

## Filmografie

### Film
- 2017: Chimère, als Sali
- 2018: Gewoon vrienden, als Lely
- 2019: Brugklas: de tijd van m'n leven, als Safa
- 2019: Vallende ster, als Bibi
- 2024: Game On, als Darkdawn
- 2024: Jimmy, als Dilara

### Televisie
- 2014-2018: Brugklas, als Safa
- 2017: Zenith, als Soraya
- 2018: Zuidas, als Hadjar Bennani / Yasmina Bennani
- 2018: Puppy Patrol, als Vlinder
- 2019: De slet van 6vwo, als Samah
- 2019: Remy en Juliyat, als Juliyat
- 2020: H3L, als Ciara Bakker
- 2020-2021: Locked Out, als Souraya
- 2022: Het verhaal van Nederland, als Ava
- 2022-2023: Mocro Maffia, als Youssra
- 2023: Hockeyvaders, als Zoë El Ghazi
- 2024: PATTY, als productie assistent Sterren Springen
- 2025: The Passion, als discipel